# Музика Роман Петрович
Рома́н Петро́вич Музи́ка (3 червня 1976, с. Любечанинів (за іншими даними — с. Виповзів), Чернігівська область — 16 серпня 2014, с. Красне, Луганська область) — сержант 1-ї окремої танкової Сіверської бригади Збройних сил України, учасник російсько-української війни.

## З життєпису
Народився 1976 року в селі Виповзів Козелецького району Чернігівської області. Закінчив загальноосвітню школу. Пройшов строкову військову службу в лавах Збройних Сил України.
У березні 2014 року мобілізований до лав Збройних Сил України. Командир танка 1-го танкового батальйону, 1-ша танкова бригада.
Загинув 16 серпня 2014 року при обстрілі з БМ-21 підрозділів бригади поблизу села Новоганнівка Луганської області.
Похований в селі Виповзів.
Без Романа лишились дружина, 2 доньки, батьки та брат.

## Нагороди та вшанування
- 31 жовтня 2014 року за особисту мужність і героїзм, виявлені у захисті державного суверенітету та територіальної цілісності України, вірність військовій присязі під час російсько-української війни, відзначений — нагороджений орденом «За мужність» III ступеня (посмертно).
- На будівлі школи № 2, в Острі, відкрито дошку пам'яті Романа Музики[2].
- 19 лютого 2016 року вулиця Щорса в селі Любечанинів Козелецького району перейменована на честь Романа Музики.
- 20 квітня 2021 року — Почесна відзнака Чернігівської обласної ради «За мужність і вірність Україні»[3].
- Його портрет розміщений на меморіалі «Стіна пам'яті полеглих за Україну» у Києві: секція 2, ряд 7, місце 38.
- Вшановується 16 серпня на щоденному ранковому церемоніалі вшанування українських захисників, які загинули цього дня у різні роки внаслідок російської збройної агресії[4]